# 高階石河
高階 石河（たかしな の いしかわ）は、平安時代初期の貴族。名は石川とも記される。左大臣・長屋王の子である安宿王の後裔。少納言・高階浄階の子。官位は従四位下・中務大輔。

## 経歴
中監物を務めた後、弘仁13年（822年）宮内少丞に任ぜられ、程なく大丞に昇り、嵯峨朝末の弘仁14年（823年）従五位下に叙爵する。同年兵部少輔に任ぜられるが、俄に少納言に遷る。声音が優れているとして父・浄階と相次いで少納言に任ぜられたが、当時の評判では石河の称唯（天皇に召された官人が口を覆って「おお」と応答すること）の声が細やかでかつ高く、父より勝っていたという。淳和朝末には、常陸介や出雲守を続けて兼任した。
仁明朝では、承和2年（835年）従五位上、承和8年（841年）正五位下と昇進し、承和9年（842年）には従四位下・中務大輔に叙任される。同年5月29日に卒去。享年59。最終官位は中務大輔従四位下。

## 官歴
『六国史』による。
- 時期不詳：正六位上
- 弘仁2年（811年） 9月25日：見中監物[2]
- 弘仁13年（822年） 日付不詳：宮内少丞。日付不詳：宮内大丞
- 弘仁14年（823年） 正月7日：従五位下。日付不詳：兵部少輔。日付不詳：少納言
- 天長年間末：常陸介。出雲守
- 承和2年（835年） 正月7日：従五位上
- 承和8年（841年） 11月20日：正五位下
- 承和9年（842年） 正月7日：従四位下。2月10日：中務大輔。5月29日：卒去（中務大輔従四位下）